# Reichsvereinsgesetz
Das Reichsvereinsgesetz (RVG) vom 19. April 1908 vereinheitlichte das bis dahin rechtlich zersplitterte Vereinswesen im Deutschen Kaiserreich zu einem reichsweit geltenden Vereinsrecht. Es realisierte damit – nach 37 Jahren – die in Artikel 4, Ziffer 16 der Reichsverfassung ausgesprochene einschlägige Aufsichts- und Regelungshoheit der Bundesgewalt.
Das Gesetz war eines der größeren innenpolitischen Projekte des Bülow-Blocks, der es mit 195 gegen 168 Stimmen durch den Reichstag brachte. Es trat am 15. Mai 1908 in Kraft. Wesentliche Bestimmungen des RVG wurden von SPD und Zentrum erbittert bekämpft; einzelne dissidente Mitglieder der Freisinnigen Vereinigung spalteten sich im Zuge der Debatten von dieser ab und bildeten die Demokratische Vereinigung.

## Intention, Inhalt und Kritik
Im November 1907 brachte die Regierung den Entwurf für ein reichsweit verbindliches Vereins- und Versammlungsgesetz in den Reichstag ein. Die Vorlage war im Reichsamt des Innern unter Federführung Bethmann Hollwegs erarbeitet worden. Die Reichsleitung – und mit ihr eine Mehrheit bürgerlicher Abgeordneter von den Linksliberalen bis zu den Konservativen – hielt diesen Zentralisierungsschritt vor allem aus prinzipiellen „staatspolitischen“ Gründen für unumgänglich. Sie setzte sich damit über nach wie vor lebhafte partikularistische Interessen in den Einzelstaaten hinweg. Auch über den Regierungsblock hinaus war in den Jahren zuvor von unterschiedlichsten politischen Kräften und Einzelstimmen Handlungsbedarf angemeldet worden, da die Nichteinlösung des 1871 in der Verfassung formulierten Anspruchs reichseinheitlicher Regelung dieser Fragen das politische und kulturelle Leben in einer europaweit einzigartigen Weise beeinträchtigte und deformierte. So waren Vereine bürgerlichen Lebens, die in Württemberg ungehindert arbeiten konnten, in Sachsen verboten.
Die SPD konnte im Herzogtum Sachsen-Coburg und Gotha legal einen Wahlverein und Ortsvereine gründen, im benachbarten Fürstentum Schwarzburg-Sondershausen war ihr derlei aufgrund des restriktiven Vereinsrechts untersagt. Landarbeiter in Preußen unterlagen der Gesindeordnung, ihnen war es generell verboten, vereinsmäßige Zusammenschlüsse zu bilden.
Der grundlegende Ansatz des Gesetzes war alles in allem liberal und erleichterte in großen Staaten wie Preußen und Sachsen – und natürlich in vielen Kleinstaaten – die Organisation von Vereinen wesentlich, während er verglichen mit der bis dahin üblichen Praxis in Württemberg und Baden eher einen Rückschritt bedeutete. Vereinsgründungen jedweder Ausrichtung, Zusammensetzung und Zwecksetzung sollten fortan allen Bürgern – also erstmals auch Frauen – ungehindert möglich sein, insofern die verfolgten Ziele nicht mit den Strafgesetzen kollidierten (§ 1).
Vereine unterlagen als solche keiner Genehmigungspflicht und konnten sich untereinander frei verbinden; lediglich Zusammenschlüsse mit politischen Zwecken wurden angehalten, Formalitäten wie die Niederlegung von Statuten und die Bestimmung eines identifizierbaren Vereinsvorstandes zu beachten und dies bei den Behörden zu dokumentieren (§ 3). Außerdem wurden sie verpflichtet, alle öffentlichen Versammlungen spätestens 24 Stunden vor Beginn bei der zuständige Behörde anzuzeigen (§ 7). Die erstmals eingeführte Anmeldepflicht war die dauerhafteste mit dem RVG etablierte Neuerung; sie wurde von vielen zeitgenössischen Kritikern – vor allem in Süddeutschland – als schwerwiegende Einschränkung der Versammlungsfreiheit empfunden.
Das RVG wies viel diskutierte Detailbestimmungen auf, die ihren repressiven Vorbehalt gegen Teile der Bevölkerung kaum verhehlten und sich zum Teil als recht folgenschwer erwiesen. Der Polizei wurde de facto das Recht eingeräumt, in alle – keineswegs nur in öffentliche – Versammlungen jedes beliebigen Vereins bis zu zwei Beamte zu entsenden, diese durften Aufzeichnungen machen und die betreffende Versammlung unter bestimmten Bedingungen auch auflösen. Die formale Beschränkung dieses „Besuchsrechts“ auf „politische Versammlungen“ war in der Praxis bedeutungslos, da es der jeweiligen Polizeibehörde oblag, zu entscheiden, welche Zusammenkünfte als „politisch“ zu gelten hatten und welche nicht; somit war klar, dass „sehr viel auf die Anwendung durch die Polizeiorgane ankommen werde.“
Das den Landarbeitern im RVG endlich zugestandene Koalitionsrecht blieb bis zum Ersten Weltkrieg – und darüber hinaus – eine weitgehend theoretische Größe. Es hob das in der Gesindeordnung ausgesprochene Verbot politischer Betätigung nicht explizit auf und gab damit den Gutsbesitzern – auch wegen der im Gesetz bewusst unklar gehaltenen Definition des „politischen Vereins“ – die reichlich genutzte Möglichkeit, gegen gewerkschaftlich aktive Arbeiter wegen „politischer Agitation“ und „Kontraktbruch“ vorzugehen.
Der 1909 gegründete Deutsche Landarbeiterverband kam denn auch gegen die oft als Arbeitgeber und Verwaltungschef in Personalunion (vgl. Gutsbezirk) auftretenden Großgrundbesitzer Ostelbiens kaum voran und hatte 1913 erst 20.267 Mitglieder. Jugendlichen unter 18 Jahren wurde durch das RVG generell untersagt, sich in politischen Vereinen zu organisieren oder an deren Versammlungen teilzunehmen (§ 17 und § 18). Dieses „Ausnahmegesetz gegen die Jugend“ richtete sich insbesondere gegen die sozialdemokratische und gewerkschaftliche Jugendarbeit.
Die einschlägigen Bestimmungen führten zu einer – von reformistischen Funktionären der SPD, die die bislang aktiven SPD-nahen Jugendvereine für „unsympathisch“ und „übertrieben radikal“ erklärten, aktiv geförderten – dramatischen Entpolitisierung der Arbeiterjugendbewegung. Die sozialdemokratischen Jugendvereine, die sich im September 1908 in Berlin zum Verband der arbeitenden Jugend Deutschlands zusammenschlossen, mussten in dessen Statut ausdrücklich vermerken, dass der neue Verband keinerlei politischen Charakter trage oder politische Zwecke verfolge.
Für die heftigste Kritik sorgte allerdings der sogenannte Sprachenparagraph (§ 7 im Entwurf, § 12 im Gesetz), mit dem verfügt wurde, dass Verhandlungen in öffentlichen Versammlungen ausschließlich in deutscher Sprache zu führen seien. Das kam einem Verbot der Minderheitensprachen im öffentlichen Leben gleich. Von der Regelung ausgenommen waren lediglich „internationale Kongresse“ und Wahlversammlungen im Vorfeld von Reichstagswahlen (nicht aber bei Landtags- und Gemeindewahlen). Die selektive Disziplinierungsabsicht dieser Bestimmung wurde noch dadurch unterstrichen, dass Konservative und Nationalliberale sich auf öffentlicher Bühne im Reichstag dafür aussprachen, „loyalen Fremdsprachigen“ wie Litauern und Masuren den uneingeschränkten Gebrauch ihrer jeweiligen Sprache zu gestatten. Insbesondere Preußen untergrub in der Folge mit der rigorosen Anwendung dieses Paragraphen auf die Lebenswelt der drei Millionen polnischsprachigen Bewohner seiner östlichen Provinzen die letzten noch vorhandenen Loyalitätsreflexe dieser Minderheit.
Im April 1917 wurde der Sprachenparagraph als freundliche – aber nicht mehr beachtete – Geste gegenüber dem einige Monate zuvor von Deutschland und Österreich-Ungarn aus der Taufe gehobenen polnischen Regentschaftskönigreich gestrichen.